# إلوود كروز
إلوود كروز (بالإنجليزية: Elwood Cruz)‏ هو صحفي أمريكي، ولد في 31 مايو 1960 في Las Piedras, Puerto Rico ‏ في الولايات المتحدة.